# ريتشارد كوريما
ريتشارد فيرديناند كوريما (12 يناير 1912 - 10 يناير 1991) لاعب كرة قدم إستوني راحل كان يجيد اللعب في خط الهجوم.
لعب طوال مسيرته الرياضية في أندية هيرميس تالين (1930) بوهكيكودو تالين (1931-1932) كاليف تالين (1932) تالين يالغباليكلوبي (1933-1935) تيرفيس بارنو (1936) أوليمبيا تارتو (1937) إستونيا تالين (1938) أوليمبيا تارتو (1939-1940).
مثل منتخب إستونيا في 42 مباراة مسجلا 19 هدف (1933-1940).

## وصلات خارجية
- سيرة ذاتية